# Кушебин, Казбек Галимович
Кушебин Казбек Галимович (28 июля 1972 — 26 сентября 2019) — казахстанский футболист и футбольный судья, инспектор.
Начинал футбольную карьеру в карагандинском Шахтёре в 1993 году, где провел три с половиной сезона. С 1997 по 1998 гг. играл за футбольный клуб «Астана». Кроме этого, играл в таких клубах, как Тобол, Восток и Кайсар.
После игровой карьеры с 2007 года стал работать футбольным рефери. В основном судил матчи Премьер-лиги, где был лайнсменом. Также был главным судьей на матчах дублеров и Первой лиги Казахстана. Представлял город Рудный Костанайской области.